# Девід Грей (футболіст, 1988)
Девід Пітер Грей (англ. David Peter Gray; * 4 травня 1988, Единбург) — шотландський футболіст, захисник.

## Футбольна кар'єра
У віці 16 років його взяли з «Гарт оф Мідлотіан» до клубу Англійської Прем'єр-ліги за £50 000. З того часу він встиг побувати в оренді у декількох клубів.
Упродовж 2005-06 сезону, Грей входив до резерву команди, виходячи в гру як правий захисник з лави запасних. Дебютував у головному складі «Манчестер Юнайтед» у грі за Кубок ліги проти «Кру Александра» 25 жовтня 2006 року. Розпочав гру зі старту та був замінений Кіераном Лі у другому таймі.
Грея відправили в оренду до бельгійського клубу «Антверпен» у січні 2007 року для отримання ігрового досвіду. Однак, після двох ігор він отримав травму, яка закрила для нього цей сезон. Знову за орендою у листопаді 2007 р. він відійшов до Кру Александра на місяць замість травмованих гравців команди.
У січні 2009 р. до кінця сезону 2008—2009 він приєднався до дивізіону Чемпіонату Футбольної Ліги ФК «Плімут Аргайл» як орендований гравець. Він зробив 15 виходів у всіх змаганнях до свого повернення до Манчестера у травні. У вересні 2009 р. за другим договором оренди Грей знов увійшов до складу «Плімут Аргайл». Відмітившись ще у 12 матчах ліги за Пілігрімів, у грудні 2009 р. повернувся до «Манчестера».
Влітку 2010 року підписав повноцінний контракт з «Престон Норт-Енд», за який провів два сезони.
У липні 2012 року на правах вільного агента підписав контракт з «Стівеніджем».
У січні 2014 року до кінця сезону уклав угоду з клубом «Бертон Альбіон».
У липні 2014 підписав дворічну угоду з шотландським клубом «Гіберніан». У травні 2017 року Девід уклав новий дворічний контракт. У квітні 2019 року сторони узгодили умови нового контракту до 2023 року. Однак через травми Грей не часто виступав в основному складі команди і в червні 2021 року після завершення ігрової кар'єри, став тренером в системі клубу «Гіберніан».

## Статистика клубних виступів
Станом на 15 травня 2021
| Клуб                      | Сезон             | Ліга | Ліга | Кубок | Кубок | Кубок Ліги | Кубок Ліги | Інші | Інші | Всього | Всього |
| Клуб                      | Сезон             | Ігри | Голи | Ігри  | Голи  | Ігри       | Голи       | Ігри | Голи | Ігри   | Голи   |
| ------------------------- | ----------------- | ---- | ---- | ----- | ----- | ---------- | ---------- | ---- | ---- | ------ | ------ |
| «Манчестер Юнайтед»       | 2006-07           | 0    | 0    | 0     | 0     | 1          | 0          | 0    | 0    | 1      | 0      |
| «Антверпен» (оренда)      | 2006-07           | 1    | 0    | 1     | 0     | 0          | 0          | 0    | 0    | 2      | 0      |
| «Кру Александра» (оренда) | 2007-08           | 1    | 0    | 0     | 0     | 0          | 0          | 0    | 0    | 1      | 0      |
| «Плімут Аргайл» (оренда)  | 2008-09           | 14   | 0    | 1     | 0     | 0          | 0          | 0    | 0    | 15     | 0      |
| «Плімут Аргайл» (оренда)  | 2009-10           | 12   | 0    | 0     | 0     | 0          | 0          | 0    | 0    | 12     | 0      |
| «Плімут Аргайл» (оренда)  | Всього            | 26   | 0    | 1     | 0     | 0          | 0          | 0    | 0    | 27     | 0      |
| «Престон Норт-Енд»        | 2010-11           | 22   | 0    | 0     | 0     | 3          | 0          | 0    | 0    | 25     | 0      |
| «Престон Норт-Енд»        | 2011-12           | 23   | 0    | 1     | 0     | 1          | 0          | 2    | 0    | 27     | 0      |
| «Престон Норт-Енд»        | Всього            | 45   | 0    | 1     | 0     | 4          | 0          | 2    | 0    | 52     | 0      |
| «Стівенідж»               | 2012–13           | 42   | 0    | 1     | 0     | 2          | 0          | 1    | 0    | 46     | 0      |
| «Стівенідж»               | 2013–14           | 11   | 0    | 0     | 0     | 1          | 0          | 0    | 0    | 12     | 0      |
| «Стівенідж»               | Всього            | 53   | 0    | 1     | 0     | 3          | 0          | 1    | 0    | 58     | 0      |
| «Бертон Альбіон»          | 2013–14           | 12   | 0    | 0     | 0     | 0          | 0          | 2    | 0    | 14     | 0      |
| «Гіберніан»               | 2014–15           | 25   | 2    | 3     | 1     | 3          | 0          | 3    | 0    | 34     | 3      |
| «Гіберніан»               | 2015–16           | 31   | 0    | 6     | 1     | 5          | 1          | 5    | 0    | 47     | 2      |
| «Гіберніан»               | 2016–17           | 33   | 2    | 4     | 0     | 1          | 0          | 3    | 1    | 41     | 3      |
| «Гіберніан»               | 2017–18           | 7    | 0    | 0     | 0     | 5          | 0          | —    | —    | 12     | 0      |
| «Гіберніан»               | 2018–19           | 24   | 3    | 2     | 0     | 1          | 1          | 5    | 2    | 32     | 6      |
| «Гіберніан»               | 2019–20           | 4    | 0    | 1     | 0     | 1          | 0          | —    | —    | 6      | 0      |
| «Гіберніан»               | 2020–21           | 2    | 0    | 0     | 0     | 3          | 1          | —    | —    | 5      | 1      |
| «Гіберніан»               | Всього            | 126  | 7    | 16    | 2     | 19         | 3          | 16   | 3    | 177    | 15     |
| Всього за кар'єру         | Всього за кар'єру | 264  | 7    | 20    | 2     | 27         | 3          | 21   | 3    | 332    | 15     |

## Досягнення
«Гіберніан»
- Кубок Шотландії (1): 2015–16[16]
- Чемпіоншип (1): 2016–17[17]